# Agsu (ciudad)
Agsu (en azerí: Ağsu) es una localidad de Azerbaiyán, capital del raión homónimo.
Se encuentra a una altitud de 680 m sobre el nivel del mar. 

## Demografía
Según estimación 2010 contaba con 18729 habitantes.